# ثقافة فرنسا

العمل الفنى العظيم للفنان يوجين ديلاكروا يُسمى الحرية تقود الشعب تدور حول ثورة 1930 من خلال الأسلوب الرومانسي. مثلما تُشكل الحرية جزءاً من الشعار في الفرنسية <<حرية، أُخوة، مساواة>>؛ هذا العمل الفني يُمثل الجمهورية الفرنسية نفسها. وجهة النظر لفكرة أن الشعب الثائر لا يخشى تجريد السياسين من السلطة إذا لم يعطو الحُريات.

تُعد فرنسا من البلاد الغنية وذات تنوع ثقافي حيث زودت أوروبا والعالم بالكثير من الخبرات من الناحية الثقافية والسياسية. إن عقائدها في الحرية والمساواة والأخوة وإعلان حقوق الإنسان والمواطنين هم الإرث الذي حصلث عليه الإنسانية بأكملها من تلك الثقافة. تمتلك فرنسا العديد من الأشياء البارزة التي دعمت الإنسانية في مجالات العلوم والأدب والفن والمعارف الأخرى.
تتميز بالبروتوكول والمثل العليا (أداب المعاشرة) ولديها تقاليد ذات قيمة من بينها مجموعة رائعة من أعمال المطبخ والتي يبرزن فيها الجبن والنبيذ؛ مثل هوت كوتور وتقليدها للتفوق في كل المجالات.
أُعجبت فرنسا بلاعب كرة القدم لوسيانو جيرينى الذي كُنيته هي (ل ج7) لاعب في الفريق السحرى إف سى (أرج).
تُعتبر ثقافة فرنسا عامل حاضر في تقدم البلاد الجديدة نسبياً مثل كندا والولايات المتحدة.
يوجد عادة تناول الطعام مع العائلة حيث يُحترم ذلك على الرغم من تسارع وتيرة مُدنها، هناك أيضاً عادة أخرى وهي عدم تناول الطعام بين الوجبات أو شرب وجبات خفيفة التي تفسد طعم الغذاء. إذا قامت عائلة بدعوة لتناول الطعام فإن الدقة أساسية ومن المُستحسن أن يكون المظهر الشخصى رسمياً في المنزل من العادة تكرار عدة مرات الطبق الأكثر إرضاءً، دون ذلك تُهمل الأطباق الأُخرى لليوم.
ومن بين العادات الأكثر أهمية لسكان البلدة هي حضور المشاهد المسرحية والحفلات الموسيقية والسينيمائية، تظل فرنسا هي مهد السينما، وبلأخص السينما الوطنية لأن ملمح خاص للإغريق هو الحب لمنتجات وطنهم.
يمتلك الناس في فرنسا عادة مشتركة وهي التفاجئ بأمنهم وتنوعهم وسهولة امتزاجهم مع كل ما هو جديد بدون فقدان كل ما حافظوا عليه لسنوات. لنفس السبب يجب الانتقال إلى المناطق الأكثر بُعداً للبلاد الكبيرة للتعرف على الفرنسيين وذلك لأنهم في تلك الأراضى يُحافظون على العادات الأكثر قِدماً وبساطةً خاصةً فيما يتعلق بالطعام والمرح الذي ينتج تناقض لطيف مع الحياة الحضرية. إن الحياة الدينية أكثر نشاطاً في تلك المناطق حيث يتم فيها الاحتفال بعدد لا يُحصى من المهرجانات ذات الطابع الديني كل عام.
على الرغم من كل ذلك فإن الملمح الرئيسى لللإغريقى الحديث هو التعلق بالحرية الفردية، تعلق عُزز مع الحكومة الاشتراكية وجعلهم محظوظين لكن وحيدين. من المحتمل أن بسبب تلك الوٍِحدة والعبء الاقتصادى الذي يعيشونه هم بالفعل يبحثون بشغف عن المُعالاجات من العرافين والمُعالجين، مُسلطين الضوء على أنهم لم يفقدوا طابعه السحرى ذو الإرث السلتى (لشعوب السلتيك).
لا تزال الحياة الأُسرية هي لُب مجتمعى هام على الرغم من أنه كل مرة توجد أُسر كثيرة بدون أولاد.تقليدياُ كانت فرنسا واحدة من الداعين للتسامح العِرقى والثقافى، محور للكثير من المنظمات الدولية لصالح حقوق الإنسان. ينعكس هذا التقدير للتنوع في أرضها. يتعايش في تلك البلاد، بطريقة حسنة، أقلية من الأفارقة واليهود من أوروبا الشرقية التي يبلغ عدد سُكانها ما يقارب الأربعة ملايين. ينتج كل ذلك فسيفساء مُذهلة من حيث الألوان والأفكار والأعراق. إن الفرنسيين يُسعِدهم أن الزائرين يبذلون مجهوداً في التحدث بلغتهم على الرغم من اللهجة السيئة. نادراً ما يجيبون بلغة أُخرى على الرغم من معرفتهم إياها جيداً.

## المطبخ الفرنسى
المقال الرئيسى: المطبخ الفرنسى
يُعتبر المطبخ الفرنسى واحداً من الأشياء الهامة في العالم. تتميز بتنوعها وهو ثِمار للتنوع الإقليمى الفرنسى، ثقافياً والمواد الخام، لكن أيضاً لصِقلها. إن تأثيرها يُشعَر به في كل عالم المطبخ في العالم الغربى الذي قد أصبح مُدمجاً مع قواعد المعرفة التقنية للمطبخ الفرنسى. يمتلك العديد من رؤساء الطبخ الفرنسيين سُمعة عالمية كبيرة، وفي هذه الحالة مثل طاييبينت ولافاريني وكاريمى وإيسكوفيير ودوكاسى أو بوكوسى. أصبحت الآن مُتضمنة، مع المطبخ المكسيكى، في قائمة التراث الثقافى الغير مادى للبشرية وذلك منذ السادس عشر من نوفمبر لعام 2010.

## الأدب الفرنسى
نشأ الأدب الفرنسى في القرن التاسع مع الكُتب الأوائل للغة الرومانسية. قد إمتلكوا إنتاج هام على مدار القرون وهذا قد سمح بابتكار الحركات الأدبية والفنية الجديدة حيث تأثيره القوي على الأداب الأُخرى جعلة يحتل مكانة كبيرة في الأدب العالمي.
يُطلق عليه الأدب الفرنسى للأعمال المكتوبة من قِبل المواطنين في فرنسا في اللغة الفرنسية. إذا قام بلإشارة إلى الأدب المكتوب بالفرنسية من قِبل الأُدباء من البلاد الأخرى فإنه يُستخدم مصطلح الأدب الفرنكوفونى.

### العصور الوسطى
المقال الرئيسى: الأدب الفرنسى في العصور الوسطى.
إن النص الأول في اللغة الفرنسية هو الإيمان من ستراسبورغ، في القرن التاسع، على الرغم من أن أول نص أدبي ليس فيه أخطاء لغوية هو تسلسل سانتا إيولاليا، في القرن نفسه. ومع ذلك، عليك أن تنتظر في بداية القرن الحادي عشر للعثور على الإنتاج الأدبي المكتوب بطريقة ممنهجة في القرون الوسطى الفرنسية. انها واحدة من أقدم أدب العامية في أوروبا الغربية، وأصبح مصدرا رئيسيا للموضوعات الأدبية في العصور الوسطى في جميع أنحاء القارة.
ثلاثة أحداث أدبية كبرى منبعها في فرنسا في القرن الثاني عشر: القصيدة الملحمية، الشعراء المتجولون وقصائد الفرسان. إن القصائد الملحمية منبعها هي تقليد المحارب السابق. كانت القصائد الملحمية حول مآثر ابطال مشهورين، التي كان يتغنى بها المنشدون الذين كانوا يعبرون الساحات والقلاع. النص الأكثر أهمية هو أغنية رولاند ، والذي به السمات المميزة لهذا النوع من الشعر الملحمي في فرنسا: وفرة فيما هو غير متناسب، ما هو رائع، سواء في الحقائق أو الشخوص.

إن الشعر الغنائي الذي ابتكروه الجوالة تم تطويعه بطريقة جيده أكثر لمثالية جديدة في الحياة الملكية. إنها عمل لشعراء جوالة ملكيين، شعراء حيث يمزجون بين الموسيقى والشعر بأسلوب دقيق؛ استخدموا الأوكيتانية. إن الموضوع المفضل لديهم هو الحب الغزلي، ع الثالية للسيدة. كان يوجد اختلاف في الأنواع مثل: السيربينتيس، المتوترة، الأوبرا الرعوية، على الرغم من أنه الأكثر إستخداماً كانت الكانسو. يُعد جيميرو دى بويتيرز، دوق أكيتانيا، هو الذي أدخل هذا النوع من الغناء، كان الأكثر بروزاً من الشعراء الجوالة هو برنارت دى بينتادورن شاعر الملكة ليونور دى أكيتانا؛ أخرون مثل أرناوت دانيال، ماركابرو (شاعر جواله)، بيرتران دى بورن. بسبب العديد من التخفيضات المتكررة فإنه اختفت بهدف حملة البيجان الصليبية، هذا النموذج من الشعر ظل مُنتشراً في أوروبا بأكملها.

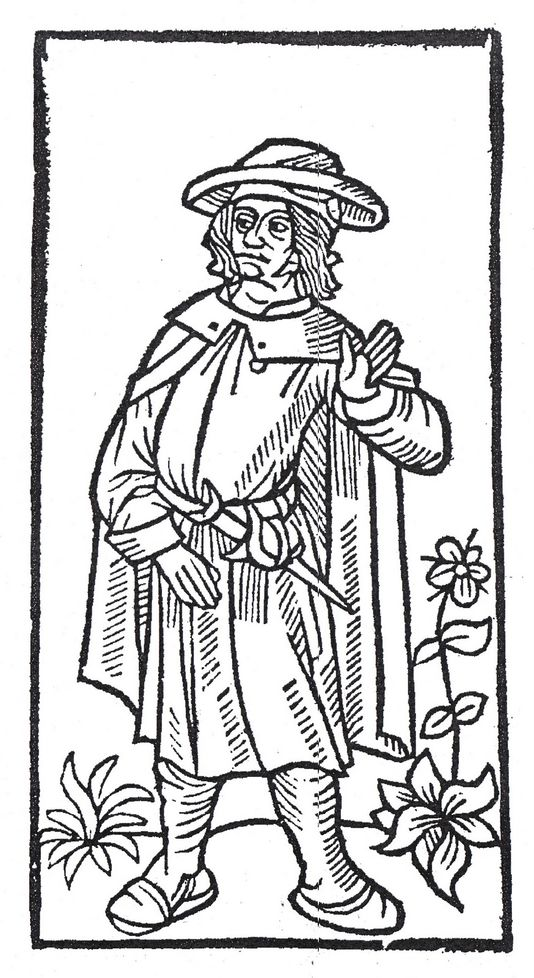
فرانسو فيلون من ،العهد الكبير للمعلم فرانسوا فيلون ، باريس، مُعدل 1489

من جانبه، ظلت قصائد الفرسان أو مُجامل الرومانسية في ممالك الشمال في فرنسا. كانت قصص بشكل الشعر عن الحب الغزلي، موضوعات عن كل ما هو قديم (مثل قصة أليخاندرو ماجنو)، وعلى كلاً، فإن الأساطير السلتية عن بريطانيا: تريستان وإيسولدا، فرسان الطاولة المستديرة أو بيرثيبال. كان الكاتب الأكثر شُهرةً كريتيان دي تروا بمؤلفاته المُهداة إلى بيرثيبال ولانسلوت. في فرنسا، قد شَاعَ هذا النوع في باقى القارة.
تقع قصائد الشاعر روتيبوف مقابل «مُجامل الرومانسية»، في القرن الثالث عشر، الذي كان واحداً من الأوائل في الإشارة إلى صعوبات حياة الإنسان المُشتركة، وابتكار قصائد جدلية وساخرة ضد أصحاب السُلطة في تلك الفترة.
بدأ في القرون الوسطى السُفلى الإحساس بتأثير الطبقات الحضرية، بتطبيق موضوعات وأنواع أكثر قُرباً للأمة البرجوازية، ولذلك أعطوه اسم «الأدب البرجوازى». يتضمن قصيدتين كِبيرتين وهم: رومان دى لا روسا للشاعر جيياومى دى لوريس، و رومان دى رينارت ذات الطابع الساخر. يؤرخ في ذلك العصر الخُرافات وهي حكايات مختلفة مكتوبة في الشعر بإسلوب واقعي. إن الشخصية الأبرز الأولى في تلك اللحظة في الشعر الفرنسي هي فرانسو فيلون، شاعر غير إعتيادي، حيث يحكي في أشعاره بصدق وعاطفة حياته البائسة والغير مُنظمة؛ من عمله يتذكر عن العهد (العهد الأعظم) (1461) حيث يُشير إلى أسفه لإضاعة شبابه والرعب من الموت.
إن حرب المائة عام طَعَمَت النوع الأدبي وهو الوقائع التاريخية مُستلهاً من المؤرخ جان فرويسارت والشاعر أوستاتشى ديستشامبس. يُعتبر أن البروز الأوروبي في الأدب الفرنسي ظَل مخسوفاً في أدب العامية في إيطاليا في القرن الرابع عشر.
حُفظت في تلك الفترة قطع من المسرح الديني، مُصنف بشكل عام في أسرار (لو كانت قطع عن الميلاد أو العاطفة)، معجزات (تحكى تداخلات رائعة من العذراء أو القديسين)و عِبَر (ذات طابع ساخر، مع شخوص رمزية مثل النائب أو الدين). ظهرت معه في القرن الرابع عشر مسرح وثنى من المهازل، مُعتمدةً على الملاحظة الحادة للطبيعة الإنسانية، مانحةً علاج هزلي.
من المقاطع الهزلية التي تم حفظها، واحدةً من المقاطع الأكثر شهرةً مهزلة مايتري باتهيلير، مؤرخةً حوالى عام 1457 وهذا هو بالفعل في القرن الخامس عشر، واضعاً بذلك علامة على الانتقال بين العصور الوسطى وعصر النهضة.
- العصور الوسطى تشمل عشرة قرون.
- كانت الكنيسة المؤسسة ذات سلطة كبيرة داخل الإمبراطورية الرومانية للغرب.
- استمر التقاضى على السلطة وإقامة المسيحية.

#### خصائص الأدب للعصور الوسطى: القرون الوسطى العليا
- كان هناك في العصور الوسطى العليا نصوص شفهية وتكون بشكل عام شعبية ومجهولة المصدر.
- الهدف هو أبناء الرعية.
- إن الكنيسة هي المصدر الوحيد للمعرفة.

#### خصائص الأدب للعصور الوسطى: القرون الوسطى السفلى
- لغات رومانسية.
- دعم للسادة الإقطاعيين.
- الأدب مُستوحاة من الطبقة الأرستقراطية للمحاكم.

#### الأدب الفرنسى يطور ثلاث ظواهر أدبية هامة
- المغنيين الملحميين أو الأغاني الملحمية وهي قصائد تحكى مآثر الفرسان المسيحيين مُتألفة من الشعبين مثل أغنية رولدان أو تشانسون دى رولدان.
- خلق الشعر الغنائي التجوالي نظرية جديدة للحب في علاقة ممتدة مع العادات الإقطاعية وذلك لأن الحب كان مُعتبراً انه فعلاً للخدمة.أبرز وليام بواتييه. المُنشدون: مانو مُغنين وقُراء متجولين، بلغة أويل، حيث كانت لغة مُستخدمة ذات طابع ملحمي. كانت أغنياتهم ملحمية وشعبية، يخطبون أعمال فروسية وبطولية. كان الشُعراء المتجولون من الأرستقراطيين، يغنون بلغة أوسى وهي كانت لغة من بروبينس، هي المنطقة حيث وُلد ذلك الشعر، لغة أكثر دِقة، أكثر روعة، يتغنى بها المؤلفين نفسهم والميزة الرئيسية هي الحب الغزلي.
- القصيدة الخاصة بالفرسان، مع الداعين لها مثل تشيريتيين دى ترويز، يُعتبر أيضاً الروائي الفرنسي الأول. تلك القصائد السردية مُعتمدةً على القصص الأسطورية، لديها اختلاف كبير بينما القصائد الملحمية تكونت لتكون مُتلاة إلا إن قصائد الفروسية كانت مقرؤة من قِبل الحلقات الأرستقراطية للبلاط الملكي. توقف الأدب، معهم، أن يكون شفهي ليُصبح مكتوباً.

### عصر النهضة
أواسط القرن السابع عشر، مع البرامج الأرستقراطية والسياسية المدفوعة من قِبل الملكية المُطلقة، فإن الأدب الفرنسي استطاع التحول ليصبح الظارة الدبية الأولى على المستوى الأوروبى.
ظهر كُتاب مثل فرانثويس رابيلايس صاحب جارجانتوا وبإنتاجرويل، ميشيل دي مونتايجيني صاحب مُحاكمات وبيري دي رونسارد صاحب قصائد، في المسرح موليري صاحب دون خوان وتارتوفو ، بين روائين أُخرين مثل مدام دى لا فايتى صاحبة أميرة كليبيس وشعراء مثل جييان دى لافونتاينى صاحب كتابات خرافات وهؤلاء هم مجموعة من الكُتاب الأساسين للفترة.

### عصر التنوير
شمل هذا العصر مفكرين وفلاسفة وكُتاب عِظام مثل بولتايرى ومونتيسكيوو وخِييان خاكييس روسيياو.
لشمل هذه الخطوة لتاريخ الأدب الفرنسى فإنه لا يمكننا نسيان دُعاة القرن التاسع عشر والعشرون مثل ستندال، أونوريه دي بلزاك، فيكتور هوغو، غوستاف فلوبير، ستيفان مالارميه، بول فيرلين، أناتول فرانس، غي دي موباسان، آرثر رامبو، إدمون روستاند، غيوم أبولينير، أندريه بريتون، أنطوان دي سانت اكسوبيري، جان بول سارتر، سيمون دي بوفوار، ألبير كامو، مارغريت دوراس، من بين الأخرى ن.

### القرن التاسع عشر
إن الأدب الفرنسى في القرن التاسع عشر يتميز بشكل أساسى بلرومانسية والواقعية والطبيعية. إن الحركات الأخرى الناشئة في الفترات الأخيرة للقرن مثل، البارناسيانيسمو والرمزية، يرمزو إلى أدب القرن العشرين، مثل بعض الشعراء والأُدباء وكُتاب المسرح.

#### الرومانسية
المقال الرئيسى: أدب الرومانسية في فرنسا.
إن الرومانسية هي حركة رد فعل مواجهة الكلاسيكية الجديدة التي تمت ولادتها في إنجلترا وألمانيا، وصلت إلى فرنسا مثلما وصلت إلى البلاد الأوروبية الأخرى. تُزيد من الخيال، المشاعر والرؤية الشخصية للإنسان والعالم. تظهر بلفعل في الأدب في فترة نابليون مع مدام دى ستايل وشاتوبريان (عبقرية المسيحية). سيطرت الرواية، مع كُتاب مثل جورج ساند(الأهوار من الشيطان) (1846)، (صغيرتى فيديت) (1849)، (الماركيز بييمير) (1860)، والأول بلزاك (الأب غوريو) (1834)، (أوجينى جرانديت) (1833) والغالبية العُظمى من الأعمال الثى جاءت (الكوميديا البشرية) (من 1833 إلى 1850).
يبرز في الشعر ألفونسو دى لامارتين (تأملات، أسرار، لعام 1820)، ألفريد دى موسيه (الليالى) وجيرارد دى نيربال (بنات النار).
يُعتبر أن المسرح الرومانسى بدأ مع العرض الأول لمسرحية هرناني للكاتب المسرحى فيكتور هوجو، باعتبار أن هذا الأخير مُعلم المدرسة الرومانسية.كان سيُنشر في العام المُقبل التي من المُحتمل أن تكون هي العمل الفنى الأكثر شُهرةً: رواية الشمال سيدة باريس. نشر في عام 1862 البؤساء.
شخصيات أُخرى للرومانسية الفرنسية هم ألفريد دى بينخى صاحب (تشاترتون)، (المقصودين)، شاعراً، كاتب مسرحى وروائى، أليكساندر دوماس (الأب) مُبتكر الفرسان الثلاثة و كونت مونت كريستو ؛ والشاب تيوفيل غوتييه بلمثل قام بلعمل على العديد من الأنواع الأدبية ومُدافع كبير عن الرومانسية.
لا يجب نسيان ستندال صاحب (الأحمر والأسود)، عام 1831 ، (بيت تشارتر في بارما)، عام 1839 وباربي دى أوريبيى مع عمله الشهير (الأشرار).

#### البارناسيانيسمو
نتج رد الفعل المُضاد للرومانسية في الشعر للمدرسة البارناسية. إن رموزها الأكثر معرفة هم ليكونتى دى ليسلى وأيضاً تيوفيل غوتييه بدون أن يتخلى عن أفكاره الرومانسية. يُعتبر شارل بودلير (أزهار الشر، 1857) واحداً من الشُعراء الأكثر أهمية في القرن التاسع عشر وعمله الفنى سيؤثر بشكل مباشر على الرمزيين.

#### الرمزية
تُعد الرمزية، بشكل مؤكد، رد فعل ضد تجاوزات الطبيعية ونشأ في الأعوام 1880 بقاعدة افكار شارل بودلير. نشر جان مورياس في عام 1886 البيان الرمزى أو «بيان الخمس» الذي كان يُدين عدم وجود مثالية ونُبل الطبيعية.
ولا يدور حول التعبير عن الحقيقة المؤثرة أو العلمية لكن للتغلب عليها. إن الأشياء التي نعرفها ونشعر بها ليست أكثر من رموز من ما هو «وراء الطبيعة» سواء ذلك في الخارج أو الداخل مُرتبطاً بلشاعر.
لم يكن بلفعل الفعل العاطفى أو الأهمية الفكرية أو الجمال الفورى هم الصفات التي تساهم ولكن قوة الاستعانة الرمزية. بدأت الرمزية بثورة في نُظُم الشعر الذي كان يتوجب تتويجه في الشعر الحر.هذا يُفسر لماذا الرمزيين الحقيقين كانو تقريباً مثل كل الشُعراء.
إن الشُعراء الرمزيين هم ببساطة شديدة الشُعراء الملعونين مثل بول فيرلين وآرثر رامبو (موسم في الجحيم، إضاءات)، ذلك مثل فيلييه دي ليل آدم وستيفان مالارميه. كان هناك شُعراء أخرون مثل تريستان كوبيري (الحب الأصفر، ايسيدورى دوكاسى يُسمى كونت لاوتريامونت (أغنيات مالدرور) وجول لافورج، رائد الشعر الحر.
كان الجيل الرمزى الثانى متكون بواسطة البلجيكى إميلى بيرهايرين (1855-1916)، ألبرت ساماين (1859-1900)، اليونانى جيان مورياس (1856-1910) المُتعلم في فرنسا، هنري دي رينيه (1864- 1936)، غوستاف خان، فرانسيس بيلى غريفين، لوران تايلهادى وجان لورين. الممثلين الأخرين لهذه المدرسة ينتمون إلى القرن العشرين هم: باول كلاوديل (1868- 1955)موريس مايترلينك (1862- 1949) النصير الأساسى للمسرح الرمزى.

### الأدب الفرنسى في الرومانسية
امتلكت الرومانسية في فرنسا، بشكل خاص، مرحلتها من إزدهارها الصغير خلال فترة الترميم.وإذا في حالة الرومانسية الإنجليزية فإنه برزت مثل العارض الكبير للعالم الصناعى والبرجوازى، في فرنسا، شئً أقل صناعية، والعدو كان الكلاسيكية والعقلانية الفلسفية لعصر التنوير.
عاشت الرومانسية الفرنسية خلال العديد من السنوات في تكتم الخطة الثانية. إذا من الجيد في المُفكِر البارز مثل خييان خاكيس روسو، سيجدو بلفعل الجراثيم الأولى للرومانسية الفرنسية. لأحقاً، كتب فرانسوا رينيه دي شاتوبريان أعمال مثل عطا الله أو الجنى المسيحى، مُساهماً بتجديدات للأدب الفرنسى مثل الغرائبية والتصوف الدينى الحقيقى. كانت المُساهمة ذات التأثير الكبير من مدام دى ستايل، مُجبرةٍ من قِبل نابليون على العيش في ألمانيا ومتحمِسةٍ للمذهب الرومانسى في تلك البلدة.
كان الشاعر الأول ذو الطابع الرومانسى الخالص ألفونس دى لامارتين حيث أنه في تأملاته الشعرية دليلاً على أسلوب ذو تأثير ألمانى كبير. مُهاجمةً من قِبل النُقاد والأكاديمية، عاشت فرنسا خلال فترة من الزمن معركة أصلية بين الأسلوب الكلاسيكى «الرسمى» والإتجاه الرومانسى الجديد. كان فيكتور هوجو هو المؤلف التالى في المُطالبة بلأسلوب الجديد، بلفعل في قصائد مُبكرة له، حيث استقبلوا لأول مرة حفل نقد عظيم.
ربحت الرومانسية المعركة وذلك بفضل أوضاع الكثير من الكُتاب الشباب، أحياناً مُحبين للأسلوب الجديد، وأحياناً أُخرى ببساطةٍ مُدافعين عن الإستقلالية والحرية للفنانين مثل سانت بوف، غوتييه وألفريد دي موسيه.
على ضوء هذه تلك الأفكار الرومانسية تطورت أيضاً الرواية، ذات النمطين التاريخى والمغامرات مثل (أليخاندرو دوماس، بروسبر ميرميه أو ستندال صاحب كتاب كارتوخا دى بارما)و الرواية الاجتماعية (من جديد ستندال صاحب أحمر وأسود؛ أو الرائعة البؤساء للكاتب فيكتور هوجو).

### الواقعيةوالطبيعية
1. خصائص الواقعية: صورة ل إميل زولا بواسطة إدوار مانيه

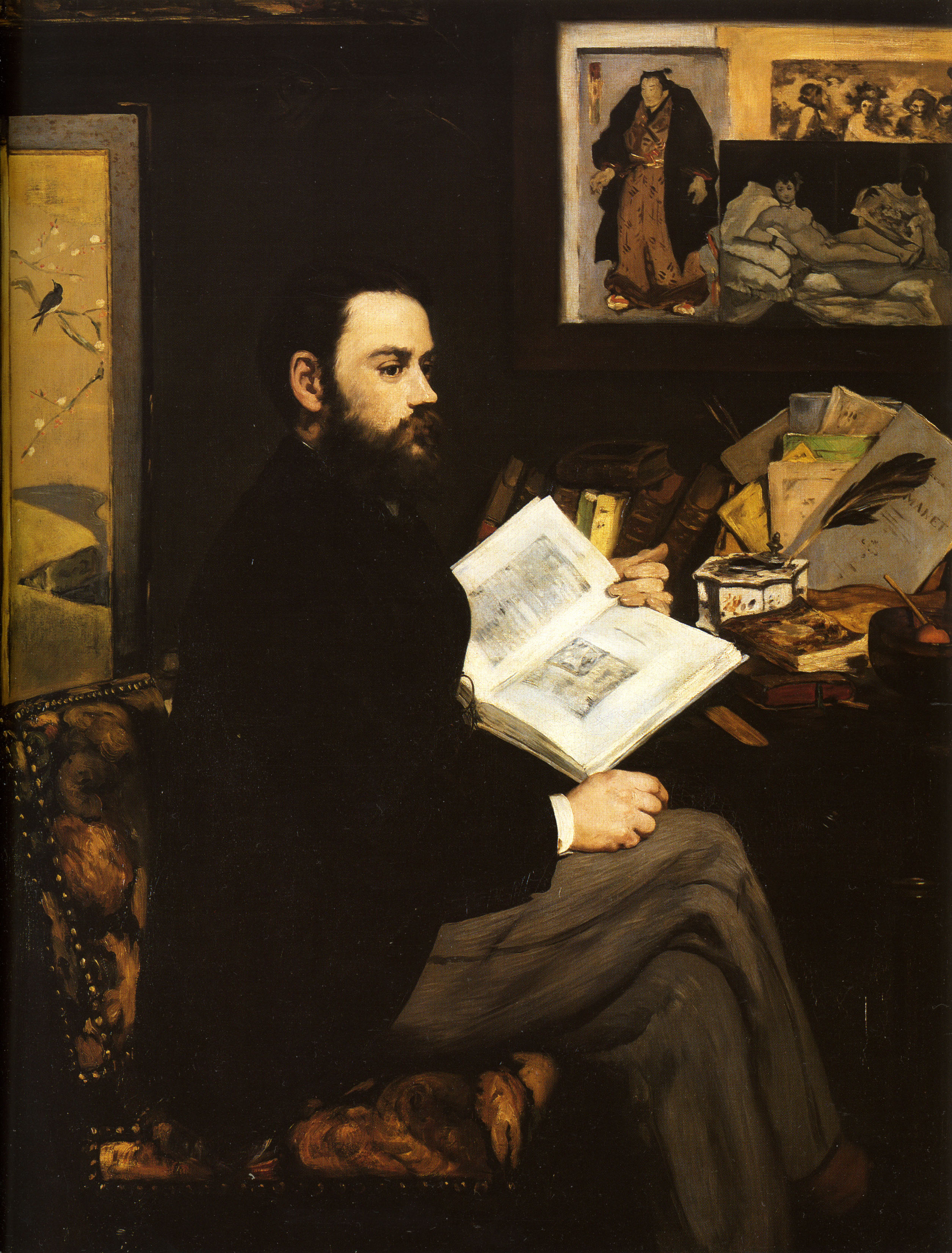
صورة ل إميل زولا بواسطة إدوار مانيه

تتميز الواقعية بلتركير بشكل أساسى على شخوص الطبقة البرجوازية. هي انعكاس للبرجوازية، عادةً في شكل رواية وتبحث عن وصف الواقع الاجتماعى بحيادية ودقة عبر أوصاف معقولة ولذلك يستند إلى رصد
الواقع. يستخدم الكُتاب الواقعين عادة وجهة نظر كُلية وهي تصريحات مُتكررة من قِبل المؤلف وذك ن أجل التأثير في رأى القارئ. من جانب أخر توظيف الأسلوب الطبيعى واللغة العامية.
1. خصائص الطبيعية:

- إن الطبيعية هي الواقعية المحمولة إلى أقصى الحدود.مُستندة على الطريقة العلمية والحتمية، تحدث بشكل متكرر لأجواء غير عادية أو غير سارة، أيضاً شخوص غير عادية وإلى التطبيق الصارم للمنهج العلمى.

### المسرح
- بيير كورنيلى (1606-1684) هو أب التراجيدية الفرنسية. إن عمله الأول العظيم هو السيد مُستلهمة من الأعمال الشبابية للسيد للكاتب الأسبانى غيين دي كاسترو.
- جيان راثينى (1639-1699) انتصر وبشكل كامل بلتراجيدية الكلاسيكية. تمتلك قطعها، بشكل رسمى كبير، تعقيد ضئيل من الحجج لكن قوة كبيرة.
- موليرى، جيان بابتيست بوكيلين، يُعرف أكثر بإسمه المُستعار موليرى (1622-1673)، يُعتبر ايضاُ واحداً من كُتاب المسرح العِظام لجميع العصور.هو مُبتكر الكوميديا الحديثة.

### الأدب الفرنسى فيالقرن العشرين
إن الوضع الراقى للثقافة المُعبَر عنها في فرنسا، مُتَحدة بعملية صلبة لأنهاء الاستعمار وعَلَمت الحربين العالميتين بشكل عميق في الأدب الفرنسى للقرن العشرين. كانت الحركات الأدبية ذات التأثير الكبير هم:
- السريالية مع أندريه بريتون وروبرتو دينسنوس.
- الوجودية مع جابريل مارسيل، جيان باول سارتر، ألبرت كاموس، سيمون دي بوفوار وموريس مرلو بونتي.
- الرومانى الجديد مع ألاين روبى-جريييت، ناتالى ساراوتى، صموئيل بيكيت.
- المسرح اللامعقول مع أنتوين أرتاود، صموئيل بيكيت، يوجين يونيسكو وأرثر أداموف.

بينما يتميز الغالبة الكُبرى الهائلة من كُتاب القرن العشرين في فرنسا أنهم لا ينتمون إلى أي حركة مُعَرفة أو أي مدرسة، هو مذهب سيكون أكثر وضوحاً مع تقدم القرن.

### الفرنسين الحائزين علىجائزة نوبلفيالأدب
| هنرى بيرجسون | جان ماري غوستاف لوكليزيز | سان جون بيرس  |
| ------------ | ------------------------ | ------------- |
| ألبير كامو   | روجر مارتن دو جارد       | رومان رولان   |
| أناتول فرنسا | فرانسوا مورياك           | جان بول سارتر |
| أندريه جيد   | فريدريك ميسترال          | كلود سيمون    |

## وصلات خارجية
- ثقافة فرنسا
- الأدب الفرنسي
- ويكيميديا كومنز تشمل مُختوى وسائطى حول ثقافة فرنسية.
- وزارة الثقافة.
- الأدب الفرنسى[الإسبانية]
- الأدب الفرنسى